# Simulium verecundum
Simulium verecundum es una especie de insecto del género Simulium, familia Simuliidae, orden Diptera.

## Taxonomía
Fue descrita científicamente por Stone & Jamnback, 1955. Fue publicada en The black flies of New York state (Diptera: Simuliidae). 349, 144 pp..